# Aloe haworthioides
Aloe haworthioides ist eine Pflanzenart der Gattung der Aloen in der Unterfamilie der Affodillgewächse (Asphodeloideae). Das Artepitheton haworthioides leitet sich von der Gattung Haworthia sowie dem griechischen Wort -oides für ‚ähnlich‘ ab.

## Beschreibung

### Vegetative Merkmale
Aloe haworthioides wächst stammlos, ist einzeln oder sprossend und dann dichte Gruppen bildend. Ihre Wurzeln sind spindelförmig. Die etwa 30 schmal lanzettlich-deltoiden Laubblätter bilden dichte Rosetten. Ihre dunkel graugrüne Blattspreite ist 3 bis 4 Zentimeter lang. Die Blattspitze ist kurz und durchscheinend. Auf der Blattoberfläche befinden sich viele weiße Pusteln, die gelegentlich je mit einem kurzen weißen Haar gespitzt sind. Die schmal deltoiden, weichen bis festen, weißen Zähne sind 1 bis 2 Millimeter lang und stehen gedrängt am Blattrand.

### Blütenstände und Blüten
Der einfache Blütenstand ist 20 bis 30 Zentimeter lang. Die ziemlich dichten, zylindrischen und leicht spitz zulaufenden Trauben sind 4 bis 6 Zentimeter lang und 1,2 Zentimeter breit. Sie bestehen aus 20 bis 30 Blüten. Die fast kreisrunden, stumpfen Brakteen tragen ein kurzes aufgesetztes Spitzchen und weisen eine Länge von 5 Millimeter auf. Blütenstiele sind nicht vorhanden oder vernachlässigbar kurz. Die weißen bis hellrosafarbenen, leicht glockenförmigen Blüten sind 6 bis 8 Millimeter lang. Ihre äußeren Perigonblätter sind nicht miteinander verwachsen. Die Staubblätter und der Griffel ragen 5 Millimeter aus der Blüte heraus.

## Systematik und Verbreitung
Aloe haworthioides ist auf Madagaskar verbreitet.
Die Erstbeschreibung durch John Gilbert Baker wurde 1886 veröffentlicht. Nomenklatorische Synonyme sind Aloinella haworthioides (Baker) Lemée (1939, nom. inval. ICBN-Artikel 43.1) und Lemeea haworthioides (Baker) P.V.Heath (1993).
Es werden folgende Varietäten unterschieden:
- Aloe haworthioides var. haworthioides
- Aloe haworthioides var. aurantiaca H.Perrier

Aloe haworthioides var. aurantiaca

Die Unterschiede zu Aloe haworthioides var. haworthioides sind: Die Blütentrauben sind einschließlich Blütenachse, Brakteen und Blüten leuchtend orangerot.
Die Erstbeschreibung der Varietät durch Henri Perrier de La Bâthie wurde 1926 veröffentlicht.

## Gefährdung
Aloe haworthioides wird einschließlich der Varietät Aloe haworthioides var. aurantiaca in Anhang I des Washingtoner Artenschutz-Übereinkommen geführt.

## Nachweise